# George Beijers
Cornelis George Adolf Beijers (3 december 1895 – 3 juni 1978) was een Nederlands voetballer die als aanvaller speelde.

## Interlandcarrière

### Nederland
Op 24 augustus 1919 debuteerde Beijers voor Nederland in een vriendschappelijke wedstrijd tegen Zweden (4-1-nederlaag).
| Interlands van George Beijers | Interlands van George Beijers | Interlands van George Beijers | Interlands van George Beijers | Interlands van George Beijers | Interlands van George Beijers |
| №                             | Datum                         | Wedstrijd                     | Uitslag                       | Soort Wedstrijd               | Doelpunten                    |
| Als speler bij VOC            | Als speler bij VOC            | Als speler bij VOC            | Als speler bij VOC            | Als speler bij VOC            | Als speler bij VOC            |
| ----------------------------- | ----------------------------- | ----------------------------- | ----------------------------- | ----------------------------- | ----------------------------- |
| 1.                            | 24 augustus 1919              | Zweden - Nederland            | 4 - 1                         | Vriendschappelijk             | 0                             |